# زغبورة شاذة
زغبورة شاذة (الاسم العلمي:Stigmella anomalella) هي نوع من الحشرات تتبع جنس الزغبورة من فصيلة السليلات.